# Vụ nổ tại Quận 3 2013
Vụ nổ tại Quận 3 2013 là một vụ nổ xảy ra vào khoảng 0 giờ 30 phút (UTC+07:00) ngày 24 tháng 2 năm 2013 tại hẻm 384 Nam Kỳ Khởi Nghĩa thuộc phường 8 (nay là phường Võ Thị Sáu) ở quận 3, địa phận thuộc quản lý của Thành phố Hồ Chí Minh tại Việt Nam.

## Vụ nổ
Lê Minh Phương — Phương khói lửa, sinh năm 1955, hộ khẩu thường trú số 486 đường Lê Quang Định, phường 11, quận Bình Thạnh — lúc đó là giám đốc hãng phim Lạc Việt. Phương thuê căn nhà số 384/9 thuộc hẻm 384 Nam Kỳ Khởi Nghĩa ở quận 3 làm nhà kho chứa đạo cụ phim, Phương đến địa điểm này vào tối ngày 23 tháng 2 để chuẩn bị kế hoạch quay phim tại Vũng Tàu. Khoảng 0 giờ 15 phút ngày 24 tháng 2, một vụ nổ xảy ra tại hẻm 384, địa điểm này đối diện chùa Vĩnh Nghiêm, khói bao trùm khu vực các căn nhà đổ sập hoàn toàn, nhiều nạn nhân mắc kẹt do cửa bị khóa trong. Theo lời các nhân chứng, một tiếng nổ lớn phát ra và kéo theo một tiếng nổ khác sau khoảng 5 phút, lửa bùng cháy bao trùm hiện trường ba căn nhà đổ sập hoàn toàn.

## Hậu quả

### Thương vong
Khoảng 8 giờ 30 phút, năm thi thể nạn nhân tử vong được vận chuyển ra khỏi hiện trường, khám nghiệm tử thi xác nhận hai nạn nhân là mẹ con, trong khi ba nạn nhân còn lại chưa xác nhân còn lại chưa xác định được danh tính. Hai nạn nhân tử vong khác được tìm thấy vào khoảng 9 giờ 20 phút. Tính đến 10 giờ 45 phút cùng ngày, thống kê sơ bộ ban đầu xác nhận 10 nạn nhân tử vong tại vụ nổ, ba nạn nhân bị thương; trong đó chưa xác định được danh tính hai nạn nhân tử vong.
| Số thứ tự | Họ tên              | Giới tính | Tuổi | Nguyên quán                                             | Tình trạng        | Nguồn       |
| --------- | ------------------- | --------- | ---- | ------------------------------------------------------- | ----------------- | ----------- |
| 1         | Nguyễn Thị Tân Xuân | nữ        | 44   | 384/9 Nam Kỳ Khởi Nghĩa, Quận 3, Thành phố Hồ Chí Minh  | Tử vong tại vụ nổ | [ 1 ]       |
| 2         | Lê Minh Phương      | nam       | 58   | 384/9 Nam Kỳ Khởi Nghĩa, Quận 3, Thành phố Hồ Chí Minh  | Tử vong tại vụ nổ | [ 1 ]       |
| 3         | Mạc Thị Phước       | nữ        | 48   | 384/9 Nam Kỳ Khởi Nghĩa, Quận 3, Thành phố Hồ Chí Minh  | Tử vong tại vụ nổ | [ 1 ]       |
| 4         | Hồ Kiều Anh         | -         | 17   | 384/9 Nam Kỳ Khởi Nghĩa, Quận 3, Thành phố Hồ Chí Minh  | Tử vong tại vụ nổ | [ 1 ]       |
| 5         | Lê Nam Phương       | -         | 7    | 384/9 Nam Kỳ Khởi Nghĩa, Quận 3, Thành phố Hồ Chí Minh  | Tử vong tại vụ nổ | [ 1 ]       |
| 6         | Lê Khánh Phương     | -         | 17   | 384/9 Nam Kỳ Khởi Nghĩa, Quận 3, Thành phố Hồ Chí Minh  | Tử vong tại vụ nổ | [ 1 ]       |
| 7         | Nguyễn Thanh Minh   | nam       | 51   | 384/7A Nam Kỳ Khởi Nghĩa, Quận 3, Thành phố Hồ Chí Minh | Tử vong tại vụ nổ | [ 1 ]       |
| 8         | Phạm Ngọc Thùy      | nữ        | 26   | 384/7A Nam Kỳ Khởi Nghĩa, Quận 3, Thành phố Hồ Chí Minh | Tử vong tại vụ nổ | [ 1 ]       |
| 9         | -                   | -         | -    | -                                                       | Tử vong tại vụ nổ | [ 1 ]       |
| 10        | -                   | -         | -    | -                                                       | Tử vong tại vụ nổ | [ 1 ]       |
| 11        | Lưu Thị Rép         | nữ        | 70   | 384/7A Nam Kỳ Khởi Nghĩa, Quận 3, Thành phố Hồ Chí Minh | Bị thương         | [ 1 ] [ 3 ] |
| 12        | Phạm Quang Minh     | nam       | 81   | 384/7A Nam Kỳ Khởi Nghĩa, Quận 3, Thành phố Hồ Chí Minh | Bị thương         | [ 1 ] [ 3 ] |
| 13        | Hồ Sỹ Cường         | nam       | 81   | 384/9 Nam Kỳ Khởi Nghĩa, Quận 3, Thành phố Hồ Chí Minh  | Bị thương         | [ 1 ] [ 3 ] |

### Thiệt hại
Vụ nổ khiến ba căn nhà 384/7, 384/7A, 384/9 thuộc hẻm 384 Nam Kỳ Khởi Nghĩa ở quận 3 đổ sập hoàn toàn.

## Cứu hộ
Ngay sau khi vụ nổ xảy ra, công an Thành phố Hồ Chí Minh đã phong tỏa hiện trường và đồng thời phối hợp với Sở Cảnh sát phòng cháy chữa cháy tiến hành cứu hộ. Phó Chủ tịch Ủy ban nhân dân Thành phố Hồ Chí Minh Hứa Ngọc Thuận đến hiện trường thị sát. Khoảng 10 giờ cùng ngày, lực lượng công binh điều động máy đào đẩy sập mặt tiền căn nhà 384/7A để tìm kiếm nạn nhân.

## Điều tra
Công an Thành phố Hồ Chí Minh chỉ thị Phòng PC 45 và PC 54 trực thuộc phối hợp cùng với công an quận 3 khám nghiệm hiện trường, đồng thời kết hợp với Sở Cảnh sát phòng cháy chữa cháy thành phố điều tra nguyên nhân.

## Phản ứng

### Điện ảnh Việt Nam
Đạo diễn Nguyễn Tường Phương bàng hoàng khi Lê Minh Phương tử vong, đồng thời cho rằng "khói lửa là cái rất khó ở Việt Nam" sau khi cùng hợp tác sản xuất điện ảnh trong một số phim trước đó.